# Anita Sahdijewa
Anita Sahdijewa (ukrainisch Аніта Сахдієва, eng. Anita Sahdiieva, * 21. Januar 2004) ist eine ukrainische Tennisspielerin.

## Karriere
Sahdijewa begann im Alter von sechs Jahren mit dem Tennisspielen und spielt bislang überwiegend Turniere auf der ITF Women’s World Tennis Tour, wo sie bisher neun Doppeltitel gewonnen hat.

### College Tennis
2021 bis 2022 spielte sie für das Damentennisteam der Lady Bears der Baylor University und ab 2023 für das Team der LSU Tigers der Louisiana State University.

## Turniersiege

### Doppel
| Nr. | Datum            | Turnier     | Kategorie | Belag     | Partnerin        | Finalgegnerin                           | Ergebnis         |
| --- | ---------------- | ----------- | --------- | --------- | ---------------- | --------------------------------------- | ---------------- |
| 1.  | 15. Juli 2023    | Lakewood    | ITF W15   | Hartplatz | Savannah Broadus | Reese Brantmeier Fiona Crawley          | 6:3, 6:3         |
| 2.  | 21. Oktober 2023 | Jackson     | ITF W15   | Hartplatz | Hsu Chieh-yu     | Adeline Flach Angella Okutoyi           | 7:5, 6:3         |
| 3.  | 15. Juni 2024    | San Diego   | ITF W15   | Hartplatz | Başak Eraydın    | Anna Campana Carolyn Campana            | 0:6, 6:3, [10:8] |
| 4.  | 29. Juni 2024    | Los Angeles | ITF W15   | Hartplatz | Stefani Webb     | Lily Fairclough Tenika McGiffin         | 7:5, 4:6, [10:6] |
| 5.  | 6. Juli 2024     | Lakewood    | ITF W15   | Hartplatz | Malaika Rapolu   | Carolyn Ansari Gabriella Broadfoot      | 6:4, 2:6, [10:8] |
| 6.  | 31. Mai 2025     | San Diego   | ITF W15   | Hartplatz | Haley Giavara    | Lily Fairclough Lily Taylor             | 6:1, 6:3         |
| 7.  | 7. Juni 2025     | San Diego   | ITF W15   | Hartplatz | Lily Fairclough  | Mao Mushika Kristina Nordikyan          | 6:2, 6:1         |
| 8.  | 5. Juli 2025     | Los Angeles | ITF W15   | Hartplatz | Kylie Collins    | Olivia Center Sophia Webster            | 6:3, 6:1         |
| 9.  | 12. Juli 2025    | San Diego   | ITF W15   | Hartplatz | Kylie Collins    | Midori Castillo Meza Brandelyn Fulgenzi | 6:4, 6:0         |